# Petites leçons de sociologie des sciences
Petites leçons de sociologie des sciences  est un ouvrage du sociologue et anthropologue des sciences français Bruno Latour. D'abord paru en 1993 aux éditions La Découverte sous le titre La clef de Berlin et autres leçons d'un amateur de sciences, l'ouvrage est réédité  à partir de 1996 sous son titre définitif aux Éditions du Seuil dans la collection « Points/Sciences ». Cet ouvrage constitue un recueil d'articles initialement rédigés en français et en anglais pour diverses revues.

## Table des matières
- Les amateurs de sciences

- I. Petite sociologie des objets de la vie quotidienne
  - Portrait de Gaston Lagaffe en philosophe des techniques
  - Les cornéliens dilemmes d'une ceinture de sécurité
  - La clef de Berlin. Le fardeau moral d'un porte-clefs
  - « Le groom est en grève. Pour l'amour de Dieu, fermez la porte »

- II. Le dur métier des travailleurs de la preuve
  - L'angoisse du conférencier, le soir, dans son hôtel
  - L'opéra du rein, mise en scène, mise en fait (en collaboration avec Françoise Bastide)
  - Portrait d'un biologiste en capitaliste sauvage
  - Trois petits dinosaures ou le cauchemar d'un sociologue

- III. Les tribulations de l'image scientifique
  - Le travail de l'image ou l'intelligence savante redistribuée
  - Le « pédofil » de Boa Vista, montage photo-philosophique
  - Les anges ne font pas de bons instruments scientifiques.

## Contenu

### Portrait de Gaston Lagaffe en philosophe des techniques
Dans « Portrait de Gaston Lagaffe en philosophe des techniques », Bruno Latour s’appuie sur une scène tirée des aventures de Gaston Lagaffe pour expliquer des notions de la sociologie de la traduction,. En utilisant l’exemple d’une chatière installée par Gaston, Latour montre comment la technique joue un rôle qui configure les rapports entre « les choses et les gens ». La situation initiale est la suivante : Prunelle, censé être un journaliste, se retrouve réduit à ouvrir et fermer la porte à répétition pour permettre au chat de Gaston d’aller et venir. Prunelle incarne alors un rôle de groom. Ce qui produit un « conflit d'interprétation » et des « négociations » entre lui et Gaston. Ce dernier endossant le rôle de « porte-parole » du chat. Gaston installe alors une chatière matérialisant un processus de « délégation » : l’objet technique prend en charge la fonction du groom, par une opération de « substitution ». L’apparition imprévue d'un « nouvel acteur », à savoir la mouette de Gaston, oblige celui-ci à repenser l’agencement socio-technique de la situation, illustrant les processus de renégociations et de redéfinitions des rapports entre les humains, les animaux et les choses. Bruno Latour met ainsi en lumière l’existence de « chaînes d’associations » et d'un ensemble de processus : médiation, délégation, négociation, substitution, routinisation, etc. Ce texte permet ainsi une initiation au vocabulaire et aux principes de la sociologie de la traduction,.

### «Le groom est en grève. Pour l'amour de Dieu, fermez la porte»
À travers l'exemple d'une porte à fermeture automatique qui ne fonctionne plus de la Halle aux cuirs de la Cité des sciences, ce chapitre explore le rôle des objets dans la médiation des interactions sociales. L'auteur analyse les fonctions de la porte, un « trou-mur », qui, grâce à un travail effectué par des gonds et des charnières, permet de franchir un mur sans effort destructif. Ce dispositif, en apparence banal, joue un rôle essentiel en transférant aux objets techniques des tâches spécifiques habituellement réalisées par les humains : ouvrir et fermer une porte.
Cette réflexion s'inscrit dans la théorie de la traduction (ou acteur-réseau), selon laquelle les objets techniques participent activement à la structuration des interactions au même titre que les acteurs humains. Ainsi, on retrouve des concepts tel que « point de passage obligé »,, « script »,, ou encore « les mots de déplacement ou de transposition ou de délégation ou de transfert ou de traduction ». Plus précisément, dans ce texte Bruno Latour définit notamment le concept de « prespcription », soit le « comportement imposé à l’humain par des délégués non humains » ; celui de « pré-inscription », soit la « manière de compter ou non sur une répartition antérieure des compétences pour aider à réduire le hiatus entre les utilisateurs [...] incorporés et les utilisateurs [...] en-chair-et-en-os » ; celui de « circonscription », soit l'ensemble des délimitations qui organisent l’interaction où chaque dispositif est « entouré de différentes zones interrompues par différentes cloisons » et celui de « conscription » l'« alignement de dispositifs ».
Ce texte plaide pour une prise en compte des artefacts dans l'analyse sociologique des sciences et des technologies, ce qui permettrait d'éviter deux écueils identifiés par l'auteur : « j’appelerai sociologisme la prétention selon laquelle, en fonction de la compétence, de la pré-inscription et de la circonscription des utilisateurs et des auteurs humains, on pourrait déchiffrer les scénarios que les acteurs non humains devront jouer ; et technologisme, la prétention symétrique selon laquelle, en fonction de la compétence et de la pré-inscription des acteurs non humains, on pourrait facilement déchiffrer ou déduire le comportement prescrit aux auteurs comme aux utilisateurs ».

## Éditions
- [Latour 1993] Bruno Latour, La clef de Berlin et autres leçons d'un amateur de sciences, Paris, La Découverte, 1993 (ISBN 2-7071-2274-2)
- [Latour 1996a] Bruno Latour, Petites leçons de sociologie des sciences, Paris, Le Seuil, 1996 (ISBN 2-02-029503-2)
- [Latour 2007] Bruno Latour, Petites leçons de sociologie des sciences, Paris, Editions La Découverte, 2006 (ISBN 978-2-7071-5012-7, lire en ligne) - accès gratuit par la bibliothèque Wikipédia.